# ابن بسام بغدادی
ابن بَسّام بغدادی (۸۴۷-۹۱۴)شاعر و کاتب عربی بغدادی در سدهٔ سوم قمری بود. نسبش «ابوالحسن علی بن محمد بن نصر بن منصور بن بَسّام عَبَرتایی بغدادی» ذکر شده.